# Fabricação de papel

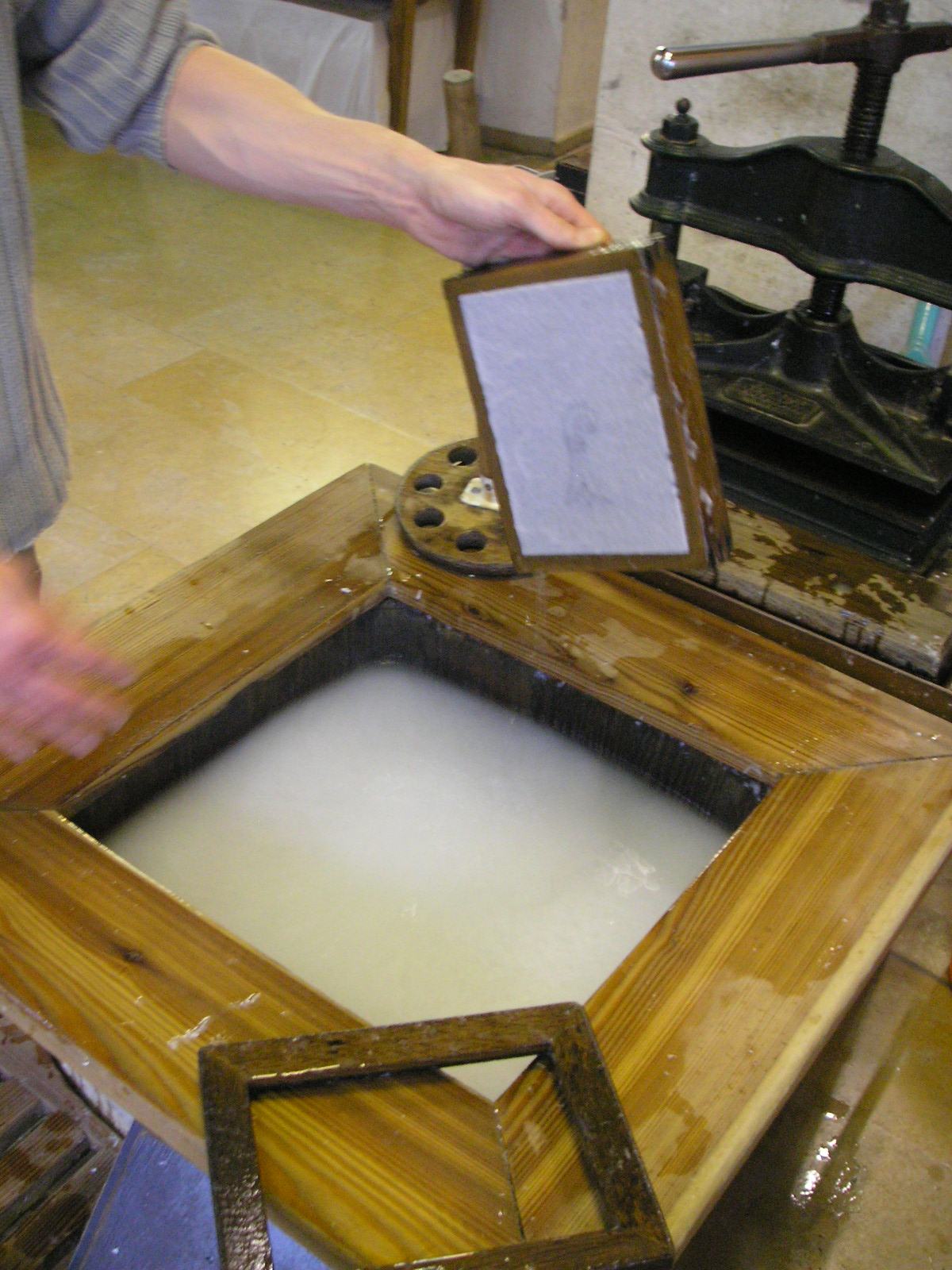
Uma folha de fibras recém-coletadas em suspensão líquida na tela. Os próximos passos são pressioná-la e secá-la.

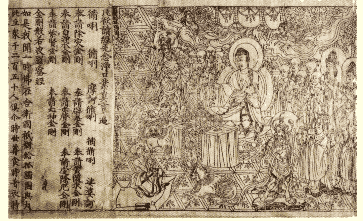
O Diamond Sutra da Dinastia Tang, o mais antigo livro impresso no mundo, encontrado em Dunhuang, de 868 CE.

A arte, ciência e tecnologia da fabricação de papel utiliza métodos, equipamentos e materiais para produzir papel e papelão, estes usados em larga escala para impressão, escrita e embalagem, entre muitos outros propósitos e produtos úteis. Hoje a maioria do papel é feita por meio de manufatura com maquinário industrial, enquanto o papel artesanal sobrevive como um trabalho artesanal especializado e um meio para expressão artística.
Na fabricação de papel, uma suspensão diluta consistindo principalmente de fibras de celulose separadas na água, é drenado através de uma tela como uma peneira, assim a rede de fibras aleatoriamente entrelaçadas é estabelecida. A água é mais tarde removida da folha a pressionando, Às vezes com a ajuda de sucção a vácuo, ou calor. Uma vez seca, uma folha uniforme, lisa e forte é o resultado.
Antes da invenção e adoção de máquinas automatizadas, todo o papel era feito artesanalmente, uma folha de cada vez, por trabalhadores especialidados. Ainda hoje, aqueles que fazem papel artesanalmente usam ferramentas e tecnologias similares às existentes há centenas de anos, originalmente desenvolvidas na China e na Ásia, ou àquelas mais tarde modificadas na Europa. O papel artesanal é ainda apreciado por sua distinção e o trabalho habilidoso envolvido no processo de fabricação de cada folha, em contraste com o alto grau de uniformidade e perfeição a preços mais baixos em produtos industriais.
A fabricação de papel continua a ser um problema a partir da preocupação de uma perspectiva ambiental, pelo seu uso de químicos pesados, a necessidade de uma grande quantidade de água, e os riscos de contaminação, além das árvores serem a fonte primária de celulose. Papel feito de outras fibras, como algodão e cânhamo, tende a ser mais valorizado do que papel feito de madeira.

## Leia mais
- Forest Products Laboratory (U.S.) (1953). “American woods for papermaking.”  U.S. Dept. of Agriculture, Forest Service, Forest Products Laboratory
- Herbert Holik "Handbook of paper and board", Wiley-VCH, 2006, ISBN 3-527-30997-7, ISBN 978-3-527-30997-9
- Cookson, Lynda "How To Make Handmade Paper" ebook ISBN 0-9550272-0-9
- Cropper, Mark (2004). The Leaves We Write On. London: Ellergreen Press
- Lafontaine, Gerard S. (1958). Dictionary of Terms Used in the Paper, Printing, and Allied Industries. Toronto: H. Smith Paper Mills. 110 p.
- Weber, Charles G. and Shaw, Merle B. "Experimental Manufacture of Paper for War Maps," Journal of the National Bureau of Standards 37 (325-330) 1946.
- Westerlund, Leslie C "Science and Practice of Handmade Paper" ISBN 1-876141-13-1, 2004; WES
- Westerlund Leslie C. "How to Make a Papermaking Hydropulper" ISBN 1-876141-44-1, 2007; WES
- Westerlund Leslie C. "How to Make a Papermaking Press" ISBN 978-1-876141-45-5, 2007; WES
- Westerlund Leslie C. "Dictionary of Papermaking" ISBN 1-876141-24-7, 2005; WES
- Westerlund Leslie. C."How to Make a Papermaking Mould and Deckle" ISBN 1-876141-46-8, 2007; WES
- Westerlund Leslie. C. "How to Make a Papermaking Couching L'Transfer Curve" ISBN 1-876141-49-2, 2007; WES
- Westerlund Leslie. C. " How to Make Smooth Papermaking Technology" ISBN 1-876141-55-7;Westerlund Eco Services; Rockingham; W.Australia. 2008.
- Westerlund L.C., Ho G., Anda M., Wood D., Koshy K.C., (2008) Case Study of Technology Transfer to a Fiji Rural Village using an Improved 'Sustainable Turnkey Approach'. Technologies and Strategic Management of Sustainable Biosystems; First International Conference. Murdoch University. W.Australia.6–9 July 2008.